# Баја (Модена)
Баја је насеље у Италији у округу Модена, региону Емилија-Ромања.
Према процени из 2011. у насељу је живело 238 становника. Насеље се налази на надморској висини од 11 м.